# Chrysophyllum prunifolium
Chrysophyllum prunifolium là một loài thực vật có hoa trong họ Hồng xiêm. Loài này được Baker mô tả khoa học đầu tiên năm 1877.